# قشلاق گیلوان
قشلاق گیلوان روستایی است که در استان اردبیل، شهرستان خلخال، بخش شاهرود، دهستان شال قرار دارد.

## جمعیت
بر اساس سرشماری سال ۱۳۸۵ جمعیت این روستا ۲۱۹ نفر با ۵۹ خانوار بوده‌است.